# Nållager

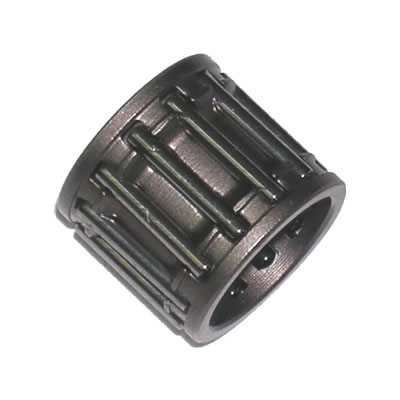
Ett nållager.

Nållager är en form av rullningslager där lagerbanorna åtskiljs av cylindriska eller koniska stavar. I det senare fallet är också lagerbanorna koniska, och med ett sådant lager kan lagerspelet justeras.
I en motor kan det finnas ett nållager som sitter mellan kolvbulten och vevstakens hål för att minska friktionen. Om denna del slits för mycket, till exempel på grund av övervarvning kan det börja vibrera i motorn. Detta skall då helst bytas.